# Головка (Ульяновская область)
Головка — посёлок Сенгилеевского района в составе Елаурского сельского поселения.

## География
Находится на расстоянии примерно 17 километров по прямой на юго-юго-запад от районного центра — города Сенгилей.

## Население
Население составляло 35 человек в 2002 году (русские 94 %), 36 по переписи 2010 года.